# Songs (musikalbum)
Songs är den norska gruppen Fra Lippo Lippis tredje album. Det utgavs 1985 på gruppens eget skivbolag Easter Productions. Albumet fick ett positivt mottagande och sålde i fem tusen exemplar i Norge utan någon hjälp av marknadsföring.
Senare fick gruppen ett internationellt skivkontrakt med Virgin Records som 1986 gav ut en något annorlunda version av Songs med den nya låten Everytime I See You. Songs fick ett mycket positivt kritikermottagande och Shouldn't Have to Be Like That blev en singelhit. Även Come Summer och Everytime I See You utgavs som singlar.

## Låtförteckning
Originalutgåva Easter Productions 1985
1. "Come Summer"
2. "Shouldn't Have to Be Like That"
3. "Even Tall Trees Bend"
4. "Just Like Me"
5. "Crash of Light"
6. "The Distance Between Us"
7. "Regrets"
8. "Leaving"
9. "Coming Home"

Utgåva Virgin Records 1986
1. "Come Summer"
2. "Shouldn't Have to Be Like That"
3. "Even Tall Trees Bend"
4. "Just Like Me"
5. "Leaving"
6. "Regrets"
7. "Everytime I See You"
8. "Crash of Light"
9. "The Distance Between Us"
10. "Coming Home"

Återutgåva 2005 Rune Arkiv
1. "Come Summer"
2. "Shouldn't Have to Be Like That"
3. "Even Tall Trees Bend"
4. "Just Like Me"
5. "Leaving"
6. "Regrets"
7. "Crash of Light"
8. "The Distance Between Us"
9. "Coming Home"
10. "Crash Of Light" (Live)
11. "The Distance Between Us" (Live)
12. "Everytime I See You" (Live)
13. "Fade Away" (Live)
14. "Shouldn't Have to Be Like That" (Live)
15. "Even Tall Trees Bend" (Live)
16. "Say Something" (Live)
17. "Regrets" (Live)